# Diastosphya albisetosa
Diastosphya albisetosa är en skalbaggsart som beskrevs av Dillon 1952. Diastosphya albisetosa ingår i släktet Diastosphya och familjen långhorningar.
Artens utbredningsområde är Fiji. Inga underarter finns listade i Catalogue of Life.